# Бельгийский этап FIA WTCC
Бельгийский этап FIA WTCC — одно из официальных соревнований чемпионата мира среди легковых автомобилей, в последний год своего проведения прошедшее на трассе Спа-Франкоршам в Бельгии.

## История
Бельгийский приз вошёл в календарь первого сезона чемпионата мира среди легковых автомобилей после возрождения, однако в дальнейшем соревнование так и не получило своего места в календаре, трижды приходя и быстро покидая список этапов серии. В 2005 и 2014 годах пилоты приезжали в Спа-Франкоршам, а в 2010-11 — в Зольдер.
Восемь гонок в рамках приза выиграли семь разных пилотов: лишь Габриэле Тарквини смог одержать более одной победы.

## Победители прошлых лет
| Сезон | Пилот                         | Конструктор | Трасса         | Статья |
| ----- | ----------------------------- | ----------- | -------------- | ------ |
| 2014  | Гонка 1 : Иван Мюллер         | Citroën     | Спа-Франкоршам | Отчёт  |
| 2014  | Гонка 2 : Хосе Мария Лопес    | Citroën     | Спа-Франкоршам | Отчёт  |
| 2011  | Гонка 1 : Роберт Хафф         | Chevrolet   | Зольдер        | Отчёт  |
| 2011  | Гонка 2 : Габриэле Тарквини   | SEAT        | Зольдер        | Отчёт  |
| 2010  | Гонка 1 : Габриэле Тарквини   | SEAT        | Зольдер        | Отчёт  |
| 2010  | Гонка 2 : Энди Приоль         | BMW         | Зольдер        | Отчёт  |
| 2005  | Гонка 1 : Дирк Мюллер         | BMW         | Спа-Франкоршам | Отчёт  |
| 2005  | Гонка 2 : Фабрицио Джованарди | Alfa Romeo  | Спа-Франкоршам | Отчёт  |